# Aituaria nataliae
Aituaria nataliae är en spindelart som beskrevs av Sergei L. Esyunin och Viktor E. Efimik 1998. Aituaria nataliae ingår i släktet Aituaria och familjen grottspindlar. Inga underarter finns listade i Catalogue of Life.